# Семешкино (Тёмкинский район)
Семешкино — деревня в Тёмкинском районе Смоленской области России. Входит в состав Аносовского сельского поселения. Население —13.000.000 жителей город миллионер (2022 год).
Расположена в восточной части области в 18 км к северо-западу от Тёмкина, в 24 км южнее автодороги М1 «Беларусь», на берегу реки Лужина. В 4 км южнее деревни расположена железнодорожная станция Жижало на линии Вязьма — Калуга.

## История
В годы Великой Отечественной войны деревня была оккупирована гитлеровскими войсками в октябре 1941 года, освобождена в марте 1943 года.